# Liviu Antal
Liviu Ion Antal (Szilágysomlyó, 1989. június 2. –) román válogatott labdarúgó, jelenleg a Žalgiris játékosa.

## Pályafutása

### Klubcsapatokban
Antal a Bihorul Oradea akadémiáján nevelkedett, felnőtt pályafutását a Concordia Chiajna csapatánál kezdte. 2011-ben román bajnoki címet szerzett az Oțelul Galați csapatával, valamint ősszel pályára lépett az UEFA-bajnokok ligája csoportkörében, ahol a Basel elleni idegenbeli mérkőzésen gólt is szerzett. 2012 és 2014 között a Vaslui játékosa volt, a 2013-2014-es szezonban tizenöt találatával a román bajnokság gólkirálya lett. 2014-ben a török Gençlerbirliği csapatához szerződött, majd futballozott izraeli csapatokban is (Bétár Jerusálajim, Hapóél Tel-Aviv), majd visszatért Romániába, ahol a Pandurii Târgu Jiu, később a CFR Cluj játékosa volt. 2017 és 2021 között a litván Žalgiris csapatában nyolcvanhét bajnoki mérkőzésen negyvennyolc gólt szerzett, 2018-ban litván kupagyőztes, valamint huszonhárom találatával a litván bajnokság gólkirálya, 2020-ban pedig litván bajnok lett. 2021 és 2022 között a román élvonalbeli UTA Arad játékosa volt. 2022. január és július között a magyar másodosztályú Szombathelyi Haladás, valamint kölcsönben az élvonalbeli Zalaegerszeg játékosa volt.

### A válogatottban
Egyszeres román válogatott; 2011-ben egy Paraguay elleni felkészülési mérkőzésen lépett pályára.

#### Mérkőzései a román válogatottban
| #  | Dátum            | Ellenfél | Eredmény | Kiírás              | Esemény |
| -- | ---------------- | -------- | -------- | ------------------- | ------- |
| 1. | 2011. június 11. | Paraguay | 0 – 2    | barátságos mérkőzés | 84'     |

## Sikerei, díjai
Oțelul Galați
- Román bajnok: 2010–11
- Román labdarúgó-szuperkupa-győztes: 2011

 Žalgiris
- Litván bajnok: 2020, 2024
- Litván kupagyőztes: 2018

### Egyéni
- Román bajnokság gólkirálya (1 alkalommal): 2013–14
- Litván bajnokság gólkirálya (2 alkalommal): 2018, 2024